# Bruna Farias
Bruna Jessica Oliveira Farias (* 19. Mai 1992 in Maceió) ist eine brasilianische Leichtathletin, die sich auf den Sprint spezialisiert hat.

## Sportliche Laufbahn
Erste Erfahrungen bei internationalen Meisterschaften sammelte Bruna Farias sammelte Bruna Farias im Jahr 2014, als sie bei den U23-Südamerikameisterschaften in Montevideo in 23,61 s die Goldmedaille im 200-Meter-Lauf gewann und über 100 m in 11,52 s die Silbermedaille hinter der Venezolanerin Andrea Purica gewann. Zudem siegte sie mit der brasilianischen 4-mal-100-Meter-Staffel in 45,44 s. Im Jahr darauf gewann sie bei den Südamerikameisterschaften in Lima in 44,43 s gemeinsam mit Vanusa dos Santos, Vitória Cristina Rosa und Adelly Santos die Silbermedaille mit der Staffel hinter dem Team aus Venezuela. Anschließend belegte sie bei den Panamerikanischen Spielen in Toronto in 43,01 s den vierten Platz mit der Staffel und verpasste daraufhin bei den Weltmeisterschaften in Peking mit 43,15 s den Finaleinzug. 2016 belegte sie bei den Ibero-Amerikanischen Meisterschaften in Rio de Janeiro in 11,46 s den fünften Platz im 100-Meter-Lauf und gewann in 43,68 s die Silbermedaille hinter dem Team aus Puerto Rico. Anschließend nahm sie mit der Staffel an den Olympischen Spielen ebendort teil und wurde dort im Vorlauf disqualifiziert.
Bei den IAAF World Relays 2017 auf den Bahamas erreichte sie dann das Finale der 4-mal-100-Meter-Staffel, konnte dort aber ihr Rennen nicht beenden. 2019 siegte sie bei den Südamerikameisterschaften in Lima in 44,70 s gemeinsam mit Anny de Bassi, Ana Azevedo und Andressa Fidelis in der 4-mal-100-Meter-Staffel und wurde anschließend bei den Weltmeisterschaften in Doha erneut in der Vorrunde disqualifiziert. Im Oktober gewann sie dann bei den Militärweltspielen in Wuhan in 43,29 s die Goldmedaille mit der Staffel. 2021 nahm sie mit der Staffel erneut an den Olympischen Spielen in Tokio teil und verpasste dort mit 43,15 s den Finaleinzug.
In den Jahren von 2017 bis 2021 wurde Farias brasilianische Meisterin in der 4-mal-100-Meter-Staffel.

## Persönliche Bestzeiten
- 100 Meter: 11,38 s (+0,7 m/s), 27. Juni 2021 in São Paulo
  - 60 (Meter): 7,42 s, 16. Februar 2014 in São Caetano do Sul
- 200 Meter: 23,32 s (+1,1 m/s), 3. Juli 2016 in São Bernardo do Campo